# Zanshin
残心
Zanshin è un termine utilizzato nel mondo delle arti marziali col quale si indica un momento di concentrazione e di attenzione particolare durante il quale il soggetto tiene sotto controllo con lo sguardo l'avversario e si tiene a dovuta distanza da esso. Si verifica al termine di un combattimento (kumi) o di una applicazione di un kata (bunkai).
Da non confondere con seme che invece precede l'azione.
Zanshin si traduce in "zan"= mantenere, "shin"= spirito, letteralmente "mantenere lo spirito allerta".
Il vero Zanshin nasce da una concentrazione di tutti i sensi rivolta ad un particolare momento o ad una determinata azione, fisica e/o  mentale "qui ed ora".
Lo Zanshin delle arti marziali è strettamente legato al Mi Kamae (postura del corpo esterna) e Ki Kamae (postura psicologica interna).
La perdita dello Zanshin equivale ad aprire una falla (kyo) nella propria difesa che potrebbe essere sfruttata dall'avversario per abbatterci.